# Diocese de Miracema do Tocantins

Província Eclesiástica de Palmas.

A Diocese de Miracema do Tocantins (Dioecesis Miracemanus Tocantinensis), é uma circunscrição eclesiástica da Igreja Católica Apostólica Romana, criada no dia 4 de outubro de 1989.

## História
Em 11 de outubro de 1966, foi criada a Prelazia de Miracema do Norte, desmembrada da Diocese de Porto Nacional. Em 4 de agosto de 1981, a prelazia foi elevada à diocese. Em 4 de outubro de 1989, após o desmembramento do Estado de Goiás, e a criação do Estado do Tocantins, a diocese passa a chamar Diocese de Miracema do Tocantins. A partir desta data, a diocese passa para a jurisdição da Arquidiocese de Palmas.
Em 31 de janeiro de 2023, cedeu parte de seu território em vantagem da ereção canônica da Diocese de Araguaína.

## Bispos
| #               | Nome                         | Período      | Notas  |
| Bispos          | Bispos                       | Bispos       | Bispos |
| --------------- | ---------------------------- | ------------ | ------ |
| 3º              | Philip Eduard Roger Dickmans | 2008 - atual |        |
| 2º              | João José Burke, O.F.M.      | 1996 - 2006  |        |
| 1º              | Jaime Collins, C.Ss.R.       | 1966 - 1996  |        |
| Bispo-coadjutor |                              |              |        |
|                 | João José Burke, O.F.M.      | 1995 - 1996  |        |